# Paralithodes
Genre
Paralithodes est un genre de crustacés décapodes.

## Liste des espèces
Selon ITIS (12 février 2024) :
- Paralithodes brevipes (H. Milne Edwards & Lucas, 1841)
- Paralithodes californiensis (J. E. Benedict, 1895)
- Paralithodes camtschaticus (Tilesius, 1815)
- Paralithodes platypus (Brandt, 1850)
- Paralithodes rathbuni (J. E. Benedict, 1895)

Selon World Register of Marine Species (12 février 2024) :
- Paralithodes brevipes (H. Milne Edwards & Lucas, 1841)
- Paralithodes californiensis (Benedict, 1895)
- Paralithodes camtschaticus (Tilesius, 1815)
- Paralithodes platypus  (Brandt, 1851)
- Paralithodes rathbuni (Benedict, 1895)